# Mundelsheim
Mundelsheim – miejscowość i gmina w Niemczech, w kraju związkowym Badenia-Wirtembergia, w rejencji Stuttgart, w regionie Stuttgart, w powiecie Ludwigsburg, wchodzi w skład związku gmin Besigheim. Leży nad Neckarem, ok. 12 km na północ od Ludwigsburga, przy autostradzie A81. W XV wieku Mundelsheim był miastem.